# Château de Nieuwenhoven
Le château de Nieuwenhoven est un château situé dans la ville belge de Saint-Trond.

## Histoire
En 1804, il devient la propriété de Maximilien Niesse, seigneur de Lippeloo, de Malderen, et de Liessel, Intendant du prince de Salm-Kyrbourg. Il le transmit à son gendre le général-baron Étienne Jacques Travers de Jever, puis au gendre du baron de Jever, le baron Charles Whettnall (nl). Son fils Edmond Whettnall en hérita, puis le gendre de ce dernier, le colonel Paul Ablay.

## Le château

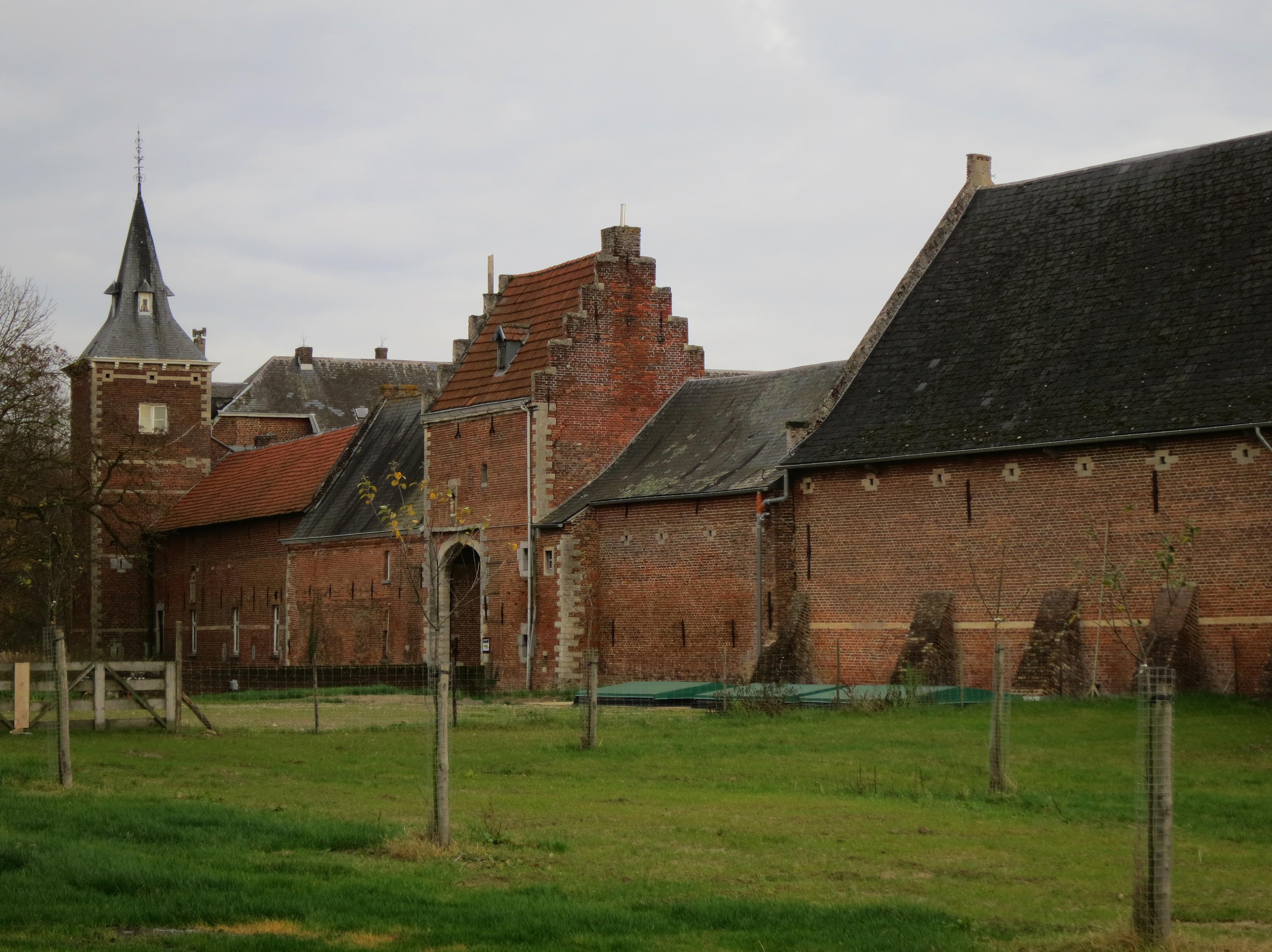
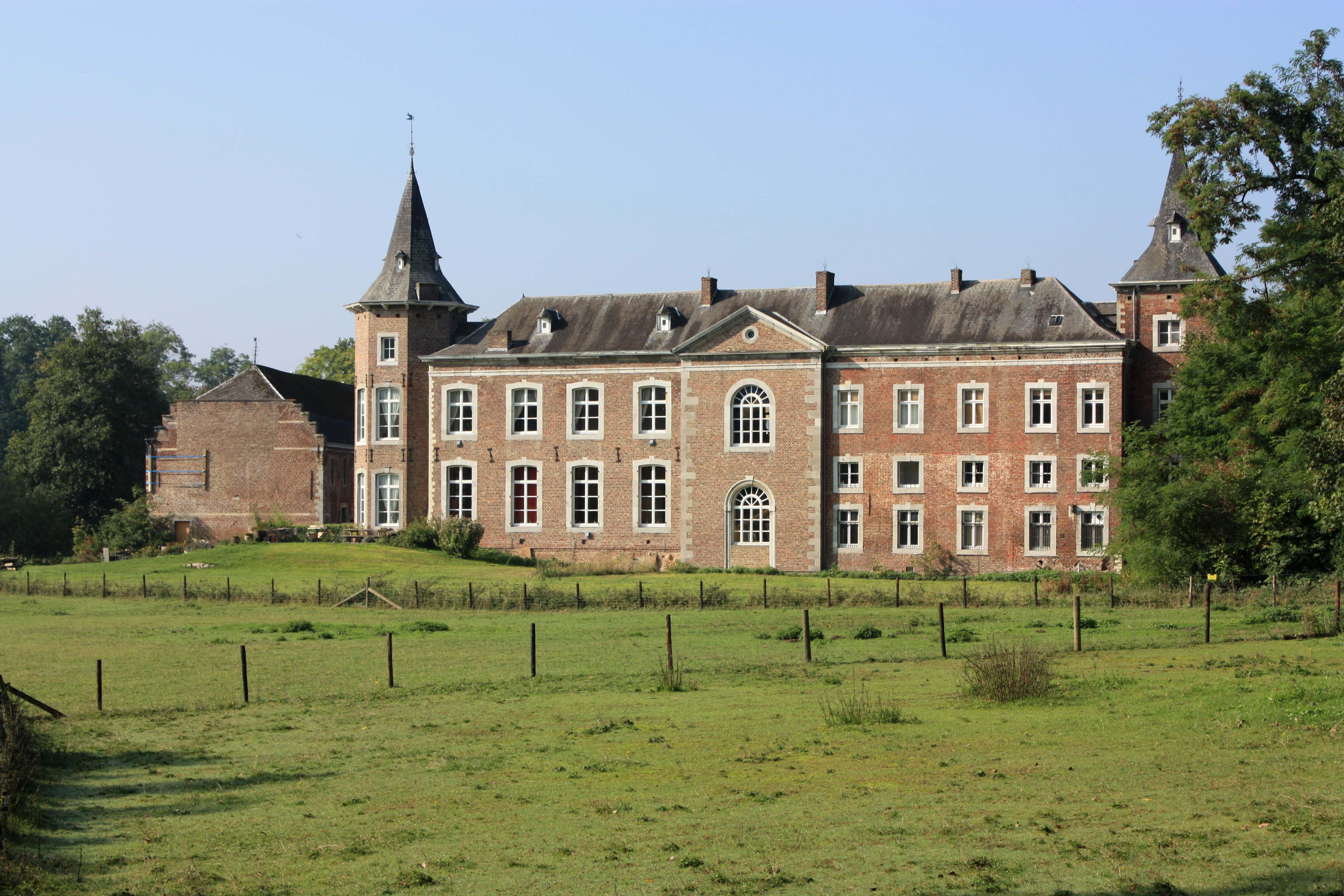
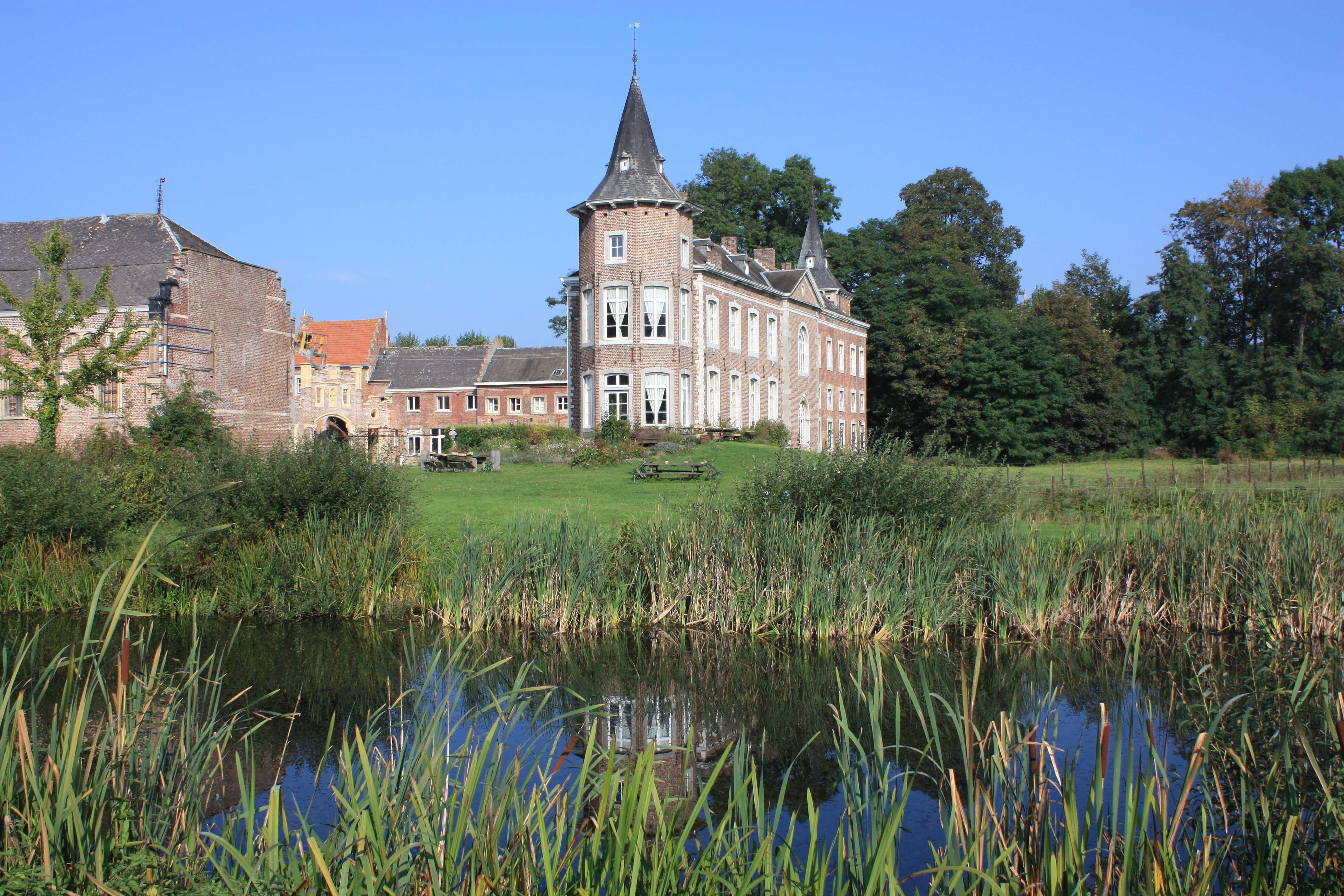
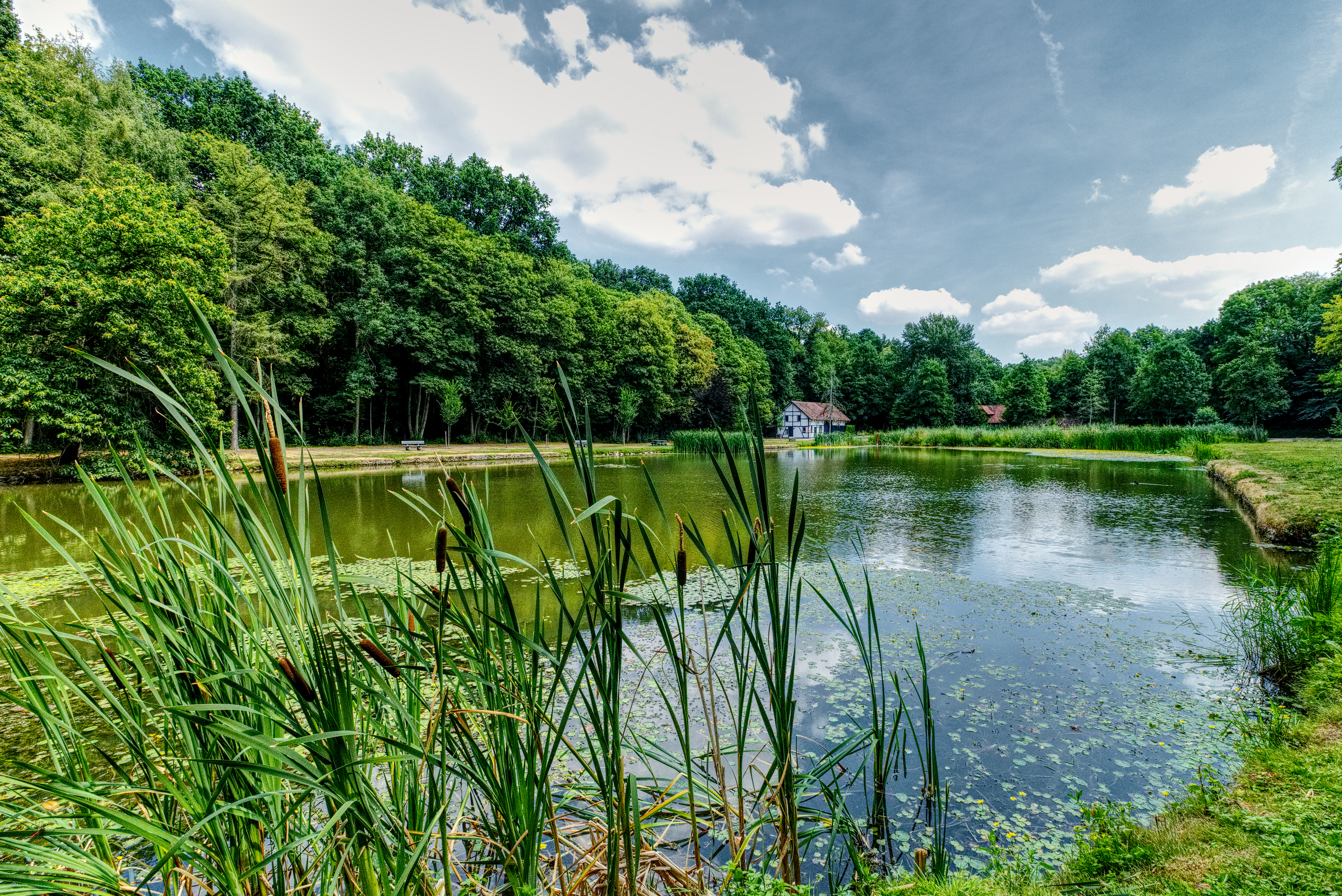
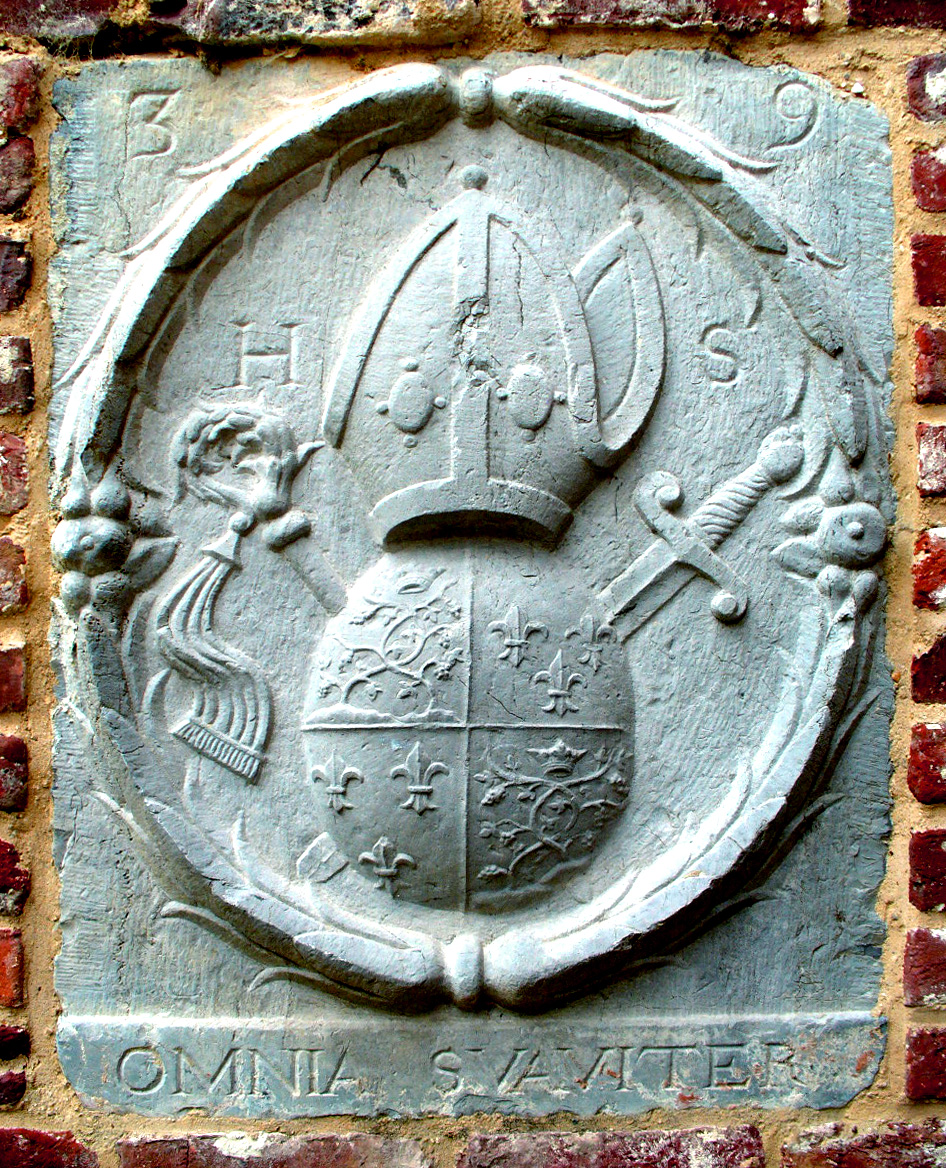